# Sadies
Sadies is een geslacht van spinnen uit de familie springspinnen (Salticidae).

## Soorten
De volgende soorten zijn bij het geslacht ingedeeld:
- Sadies castanea Ledoux, 2007
- Sadies fulgida Wanless, 1984
- Sadies gibbosa Wanless, 1984
- Sadies seychellensis Wanless, 1984
- Sadies trifasciata Wanless, 1984